# Partito Comunista di Germania-Struttura Organizzativa
Il Partito Comunista di Germania-Struttura Organizzativa (Kommunistische Partei Deutschlands-Aufbauorganisation, KPD-AO) era un partito maoista della Germania Ovest che sorse nel 1970 dal movimento 68er-Bewegung..

## Storia

### Precedenti
La fondazione del KPD-AO fu preceduta da un lungo processo di frazionamento all'interno di "Opposizione Extraparlamentare" ( Außerparlamentarische Opposition, APO) e della sezione berlinese della Lega Studentesca Socialista, nel corso del quale si formarono diversi gruppi e frazioni come il "Berliner Projektgruppe Elektroindustrie"“ (PEI) – in seguito Proletarische Linke/Parteiinitiative (PL/PI), ML Westberlin, Ruhrkampagne, Sozialistische Arbeiter- und Lehrlingszentrum Westberlin (SALZ) e le diverse "celle rosse" delle università e delle accademie berlinesi. La rottura tra le diverse frazioni si palesò alla conferenza di lavoro  della "Rote Presse Korrespondenz" il 6-7 dicembre 1969 a Berlino Ovest.
Gli sviluppi degli scioperi del settembre 1969 nella Germania dell'Ovest avevano posto la questione di "quale ruolo dovesse giocare l'intelligencija rivoluzionaria nella lotta di classe, dopo essersi resi conto per la prima volta che sarà il Proletariato, e non noi, a condurre questa lotta"; la soluzione fu individuata nella costituzione di un Partito Comunista: "Il gruppo di compagni i quali, dopo una serie di approfondite discussioni condotte nel segno dell'unificazione ideologica nelle questioni politiche fondamentali, si uniscono dopo aver chiarito le questioni sulle future attività occupazionali degli studenti e sull'impegno politico a lungo termine, giustifica la propria attività politica come PARTITO COMUNISTA DI GERMANIA - STRUTTURA ORGANIZZATIVA, con l'obiettivo di creare un partito comunista rivoluzionario su base nazionale".